# یواس‌اس نوتاوای (ای‌تی‌ای-۱۸۳)
یواس‌اس نوتاوای (ای‌تی‌ای-۱۸۳) (به انگلیسی: USS Nottoway (ATA-183)) یک کشتی است که طول آن ۱۴۳ فوت (۴۴ متر) می‌باشد. این کشتی در سال ۱۹۴۴ ساخته شد.